# Yun Bing
Yun Bing (chino: 惲冰, siglo XVIII), nombres de cortesía Qingyu (chino: 惲冰) y Haoru (chino: 浩如), fue una pintora china durante el reinado de Qianlong. Es conocida por sus pinturas de pájaros y flores ejecutadas con la técnica japonesa mokkotsu (boneless “representaciones sin hueso” es decir, sin los contornos delimitados), y se convirtió en la más famosa de las artistas femeninas de la familia Yun.

## Biografía
Yun nació en una familia de artistas en el Distrito Wujin de Changzhou, la nieta del famoso pintor Yun Shouping. Su sobrina Yun Zhu fue también una artista de gran talento. Aunque su nacimiento y fechas de muerte son desconocidos, una de sus pinturas en el Museo de Shanghái está fechada en 1750. Se casó con Mao Hongtiao, también de Wujin, y los dos vendieron pinturas y escribieron poesía para mantener a su familia. Una de las nietas de Yun, llamada Zhou (chino: 周), fue registrada en el libro de genealogía de la familia Yun, que se ha utilizado para sugerir que sus habilidades artísticas eran dignas del clan Yun.

## Arte
El estilo de pintura de Yun estaba fuertemente influenciado por la preferencia de su familia por la técnica japonesa mokkotsu (boneless “representaciones sin hueso” es decir, sin los contornos delimitados). Ella predominantemente pintaba pinturas de flores y pájaros, pero también pintó personas, uno de los cuales muestra a una mujer arreglándose el pelo conocido como el Pergamino de la Horquilla (簪花图轴). Yun es a menudo comparada con su contemporánea Ma Quan, quien se especializó igualmente en la pintura de pájaros y flores pero con la preferencia de fuertes contornos. El Chuyue jiexu wenjian lu (初月接续闻见录), compilado en 1818, describe cómo la gente de la región de Jiangnan las describió como las "dos sin igual" (chino: 两绝)
Durante su mandato como gobernador-general de Liangjiang, Yi Jishan presentó algunas de las obras de Yun a la Emperatriz Viuda Xiaoshengxian, quien a su vez se las mostró al Emperador Qianlong. El emperador quedó tan impresionado que escribió un poema alabando su arte, después de lo cual la reputación de Yun como pintora se extendió.

## Galería

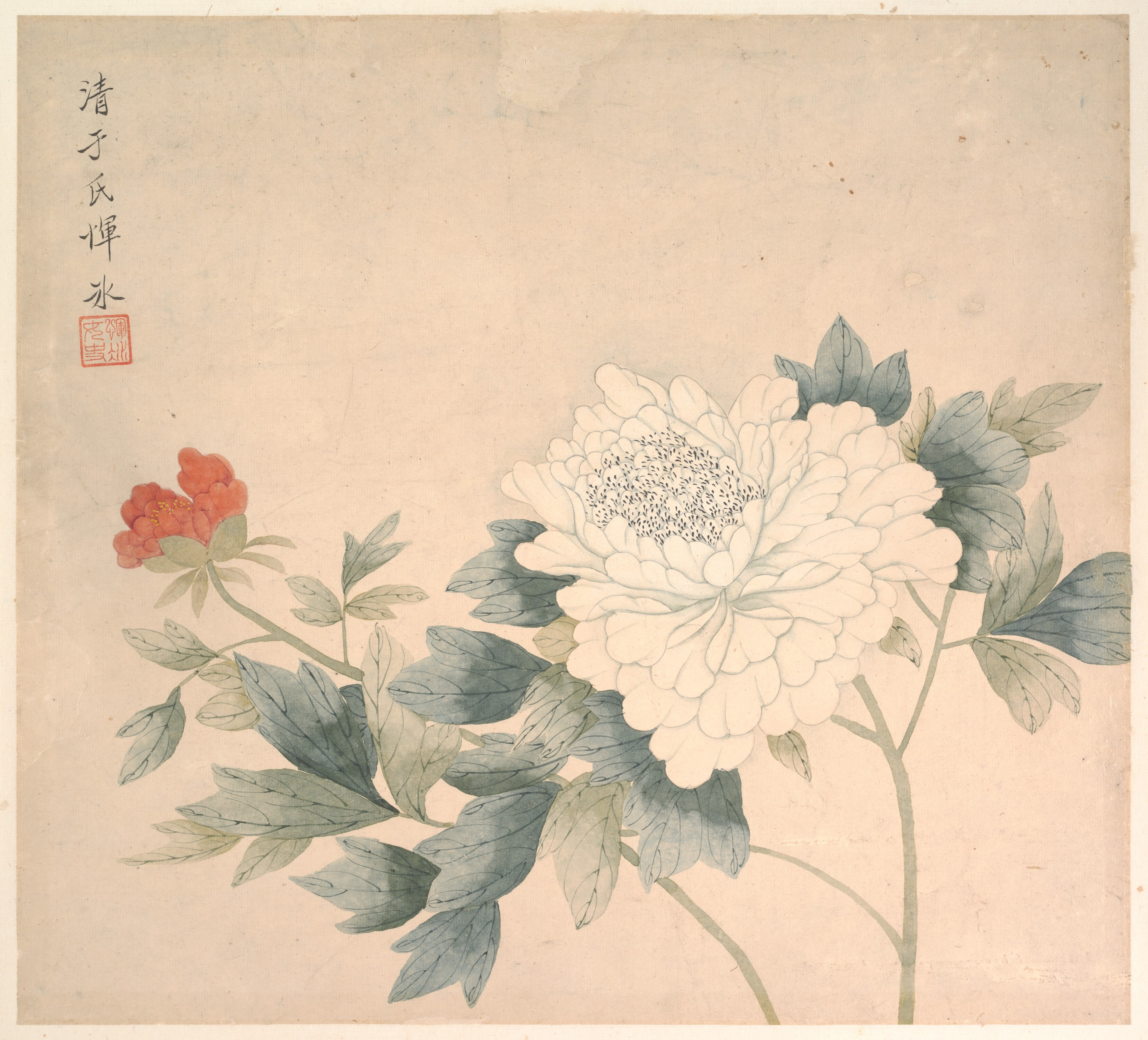
Estudio de flor (花卉圖), Museo Metropolitano de Arte
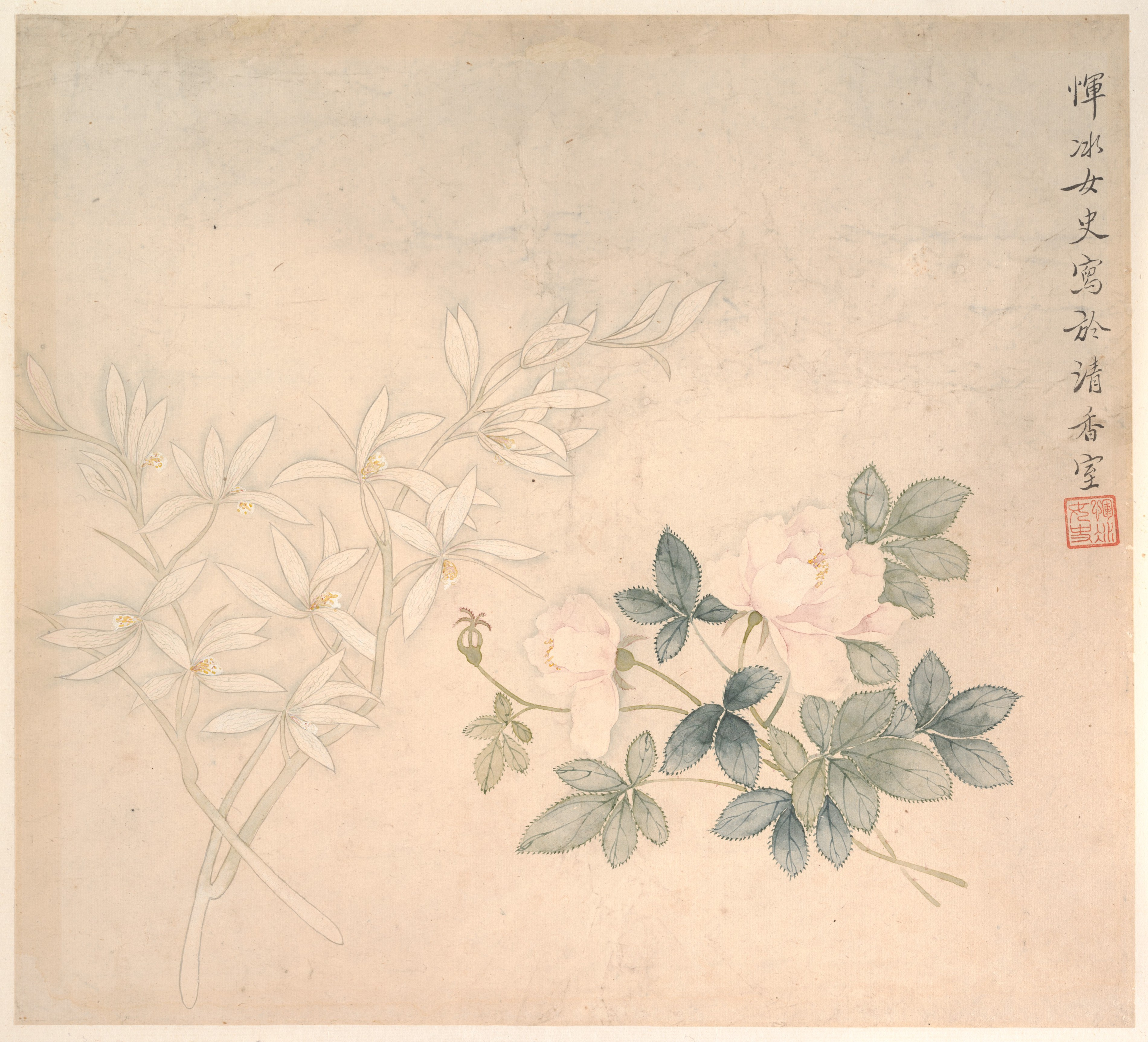
Estudio de flor (花卉圖), Museo Metropolitano de Arte
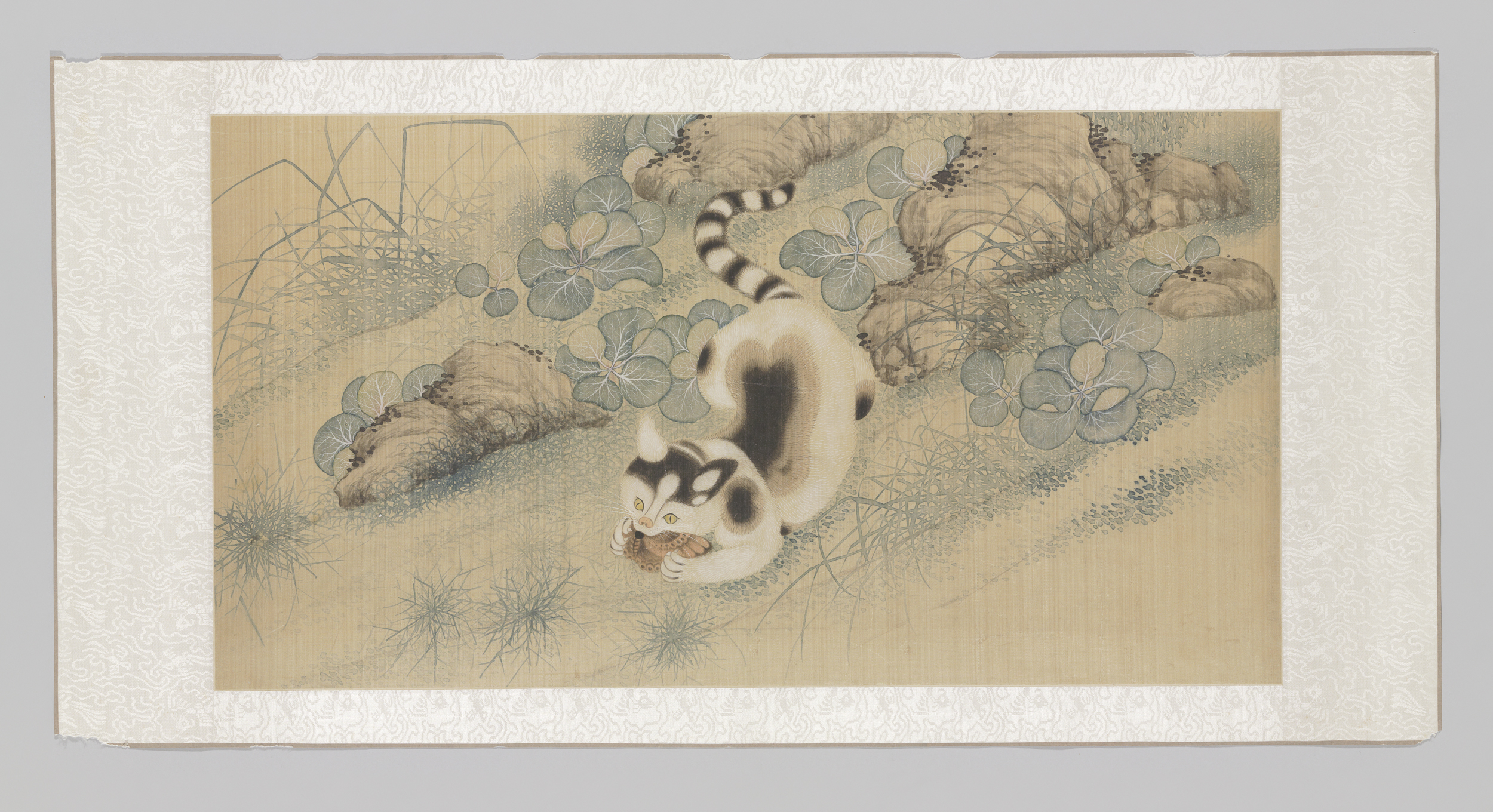
Rollo colgante con amapolas, mariposas y un gato (parte superior) (1683)
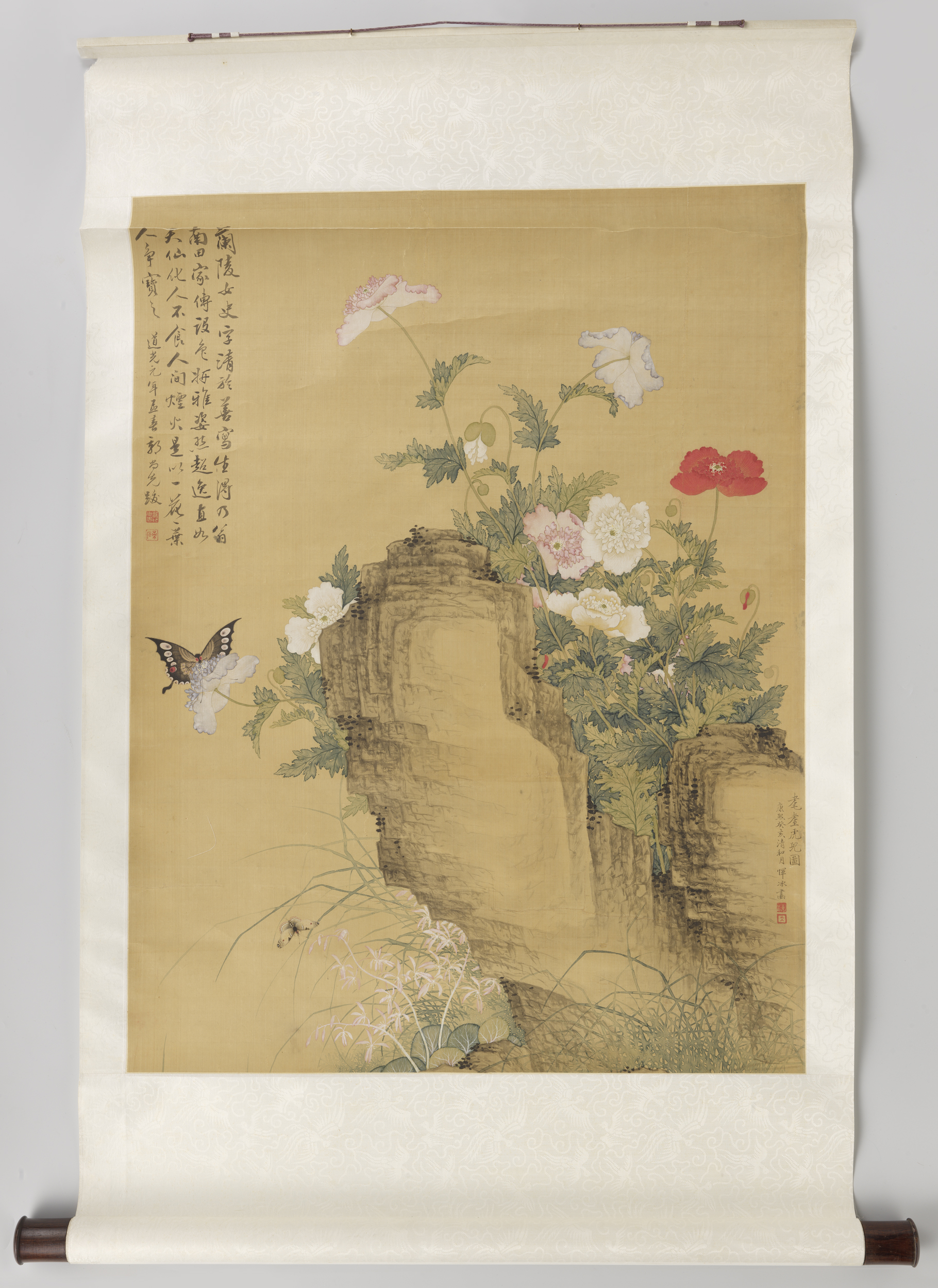
Rollo colgante con amapolas, mariposas y un gato (parte superior) (1683)